# Малобондз (Малопольське воєводство)
Малобондз (пол. Małobądz) — село в Польщі, у гміні Болеслав Олькуського повіту Малопольського воєводства.
Населення — 632 особи (2011).
У 1975-1998 роках село належало до Катовицького воєводства.

## Демографія
Демографічна структура станом на 31 березня 2011 року:
|          | Загалом | Допрацездатний вік | Працездатний вік | Постпрацездатний вік |
| -------- | ------- | ------------------ | ---------------- | -------------------- |
| Чоловіки | 296     | 54                 | 210              | 32                   |
| Жінки    | 336     | 56                 | 193              | 87                   |
| Разом    | 632     | 110                | 403              | 119                  |